# 기장체육관
기장체육관(機張體育館)은 부산광역시 기장군에 위치한 실내체육관이다. 2002년 아시안 게임을 위해 기장에 실내체육관이 지어졌으며, 배구 경기가 진행되었다. 이후 기장군의 각종 행사를 진행하였고, 씨름 대회도 여러번 개최된 적이 있었다. 현재에는 핸드볼 경기를 주로 하였고, 2016년까지 핸드볼코리아 부산 경기를 개최하였다.